# Андерсен, Карл
Карл Альберт Андерсен (норв. Carl Albert Andersen; 15 августа 1876, Кристиания — 28 сентября 1951, Осло) — норвежский гимнаст и легкоатлет, двукратный призёр летних Олимпийских игр.
На Играх 1900 года Андерсен соревновался в лёгкой атлетике, в дисциплинах прыжок в высоту и с шестом. В первом соревновании он, с результатом 1,70 м, занял четвёртое место, разделив его ещё с двумя спортсменами. В другом он занял третье место, преодолев высоту 3,20 м и получил бронзовую медаль.
Через 6 лет Андерсен участвовал в неофициальных летних Олимпийских играх, но уже в качестве гимнаста. Он со своей командой занял первое место в командном разряде и получил золотую медаль, правда она не засчитывается МОКом.
Ещё через два года, на Играх 1908, он снова соревновался в командном соревновании гимнастов, и на этот раз они заняли второе место, получив серебряные медали.